# Adriano Lualdi
Adriano Lualdi (* 22. März 1885 in Larino; † 8. Januar 1971 in Mailand) war ein italienischer Komponist, Dirigent, Musikpädagoge und -kritiker.
Lualdi studierte an der Accademia Nazionale di Santa Cecilia bei Stanislao Falchi und ein Jahr bei Ermanno Wolf-Ferrari am Conservatorio Benedetto Marcello in Venedig. Zwischen 1907 und 1909 war er Maestro sostituto bei Tullio Serafin und Pietro Mascagni. In dieser Zeit entstanden seine ersten Kompositionen, darunter die sinfonischen Dichtungen  L’albatro (1908) und La leggenda del vecchio marinaro (1910) und mit Le nozze di Haura (nach einem Libretto von Luigi Orsini, 1908) sein erstes
Bühnenwerk.
In einer auf den Seiten der Rivista musicale italiana 1917 geführten Debatte mit Giacomo Orefice und Giovanni Tebaldini vertrat er einen Standpunkt des unnachgiebigsten Traditionalismus und der Schließung gegen internationale Strömungen in der Musik. 1921 schloss er sich der von Renzo Bossi, Alceo Toni und Giulio Cesare Paribeni in Mailand gegründeten Camerata italiana an, die sich der Förderung von Werken zeitgenössischer italienischer Komponisten mit traditioneller Ausrichtung und der Wiederentdeckung antiker Musik widmete.
In den 1920er Jahren arbeitete er als Musikkritiker u. a. für die Zeitschriften Ambrosiano (1922),  Il Secolo (1923) und La Sera (1927) und veröffentlichte Schriften zur italienischen und europäischen Musik (Viaggio musicale in Italia, 1927; Viaggio musicale in Europa, 1928) im Geiste einer provinziellen faschistischen Musikkultur. Mit Franco Alfani, Renzo Bossi und Ildebrando Pizzetti unterstützte er die 1927 in Bologna veranstaltete Mostra del Novecento musicale italiano, die unter der Schirmherrschaft Mussolinis stand und die Absicht verfolgte, angebliche authentische Werte einer italienischen Musik herauszustellen.
1929 wurde Lualdi als Vertreter des faschistischen Musikverbandes in das italienische Parlament gewählt und bekleidete die Funktion eines Nationalrates in der Camera dei fasci e delle corporazioni. In einer Reihe von Schriften (Arte e regime, 1929; Per la musica contemporanea italiana, 1930; Per il primato spirituale di Roma, 1942) widmete er sich der faschistischen Kulturpropaganda. 1930 gehörte er zu den Gründern des Festival internazionale di musica di Venezia. Er stellte die Programme für die ersten drei Festivals (1930, 1932 und 1934) zusammen und leitete mit Alfredo Casella und Mario Labroca das Festival 1936. Vorgestellt wurden u. a. Werke von Béla Bartók, Paul Hindemith, Darius Milhaud, Zoltán Kodály, Alexander Skrjabin, Igor Strawinski und Alban Berg, beim Wettbewerb musica radiogenica 1932 auch Kompositionen von Luigi Dallapiccola und Nino Rota.
Als Dirigent trat Lualdi 1932 in Südamerika, 1933 in der Sowjetunion, 1935 in Deutschland und 1939 in Frankreich auf. Er verfasste eine Reihe von Berichten über seine Reisen und veröffentlichte 1940 ein Lehrbuch für Dirigenten (L’arte di dirigere l’orchestra). 1936 wurde er zum Direktor des Conservatorio San Pietro a Majella ernannt, dessen Leitung er bis 1944 innehatte. Von 1936 bis 1942 war er außerdem offizieller Musikkritiker des Giornale d’Italia. 1941 wurde er Mitglied der von Giuseppe Bottai gegründeten und von Pizzetti geleiteten Kommission für die Autarkie der Musikwissenschaft, die das Ziel hatte den Musikunterricht und die Musikwissenschaft im Geiste des Faschismus neu zu strukturieren.
Nach dem Zweiten Weltkrieg  galt Lualdi wegen seiner Zusammenarbeit mit dem faschistischen Regime als kompromittiert. Dennoch konnte er 1947 die Leitung des Conservatorio di Musica Luigi Cherubini in Florenz übernehmen, die er bis 1956 innehatte. Seine letzte Oper Euridikes diatheké wurde 1962 im öffentlichen Sender RAI aufgeführt und übertragen. 1969 gab er unter dem Titel La bilancia di Euripide: 10 libretti d’opera eine Sammlung seiner Bühnenwerke heraus. Sein Sohn Luciano Lualdi wurde als Sänger bekannt.

## Bühnenwerke
- Le nozze di Haura (Libretto: Luigi Orsini), scene liriche in einem Akt, 1908, 1913, UA 1939, Rom 1943
- La rosa di Saaron (MailandTdC 1915)
- Le furie di Arlecchino (Libretto: Luigi Orsini/Adriano Lualdi), intermezzo giocoso für lebende Marionetten in einem Akt, 1915
- Guerin Meschino (Libretto: Giovanni Cavacchioli), mittelalterliche Legende für Marionetten in einem Akt, 1922
- La figlia del re (Die Königstochter; eigenes Libretto), tragedia lirica in drei Akten, Turin 1922
- Il diavolo nel campanile (Der Teufel im Campanile, eigenes Libretto nach Edgar Allan Poe), in einem Akt, 1925
- La Grançeola (Der Hummer, eigenes Libretto nach Riccardo Bacchelli), Kammeroper in einem Akt, 1932
- Lunawig e la saetta (Libretto: Maner Lualdi), leggenda mimata e danzata in einem Akt, 1936, 1956
- La luna dei Carabi (eigenes Libretto nach Eugene O’Neill), Oper in einem Akt, 1944
- Euridikes diatheké. Il testamento di Euridice (eigenes Libretto), Oper in vier Akten, 1962